# Henri de La Rochejaquelein
Henri de La Rochejaquelein (Châtillon-sur-Sèvre, 30. kolovoza 1772. – Nuaillé, 28. siječnja 1794.) bio je proturevolucionarni francuski general. Bio je pristaša apsolutne monarhije s činom generala Katoličke i kraljevske armije Poginuo je u borbi u dobi od 21 godine kod Nuailléa.
Dana 20. listopada, izabran je jednoglasno izabran za vrhovnog zapovjednika Katoličke i kraljevske armije, zamijenivši Mauricea d'Elbéea koji je bio teško ranjen kod Choleta. Ubio ga je republikanski vojnik blizu Nuailléa, dok je vodio gerilsku borbu protiv vladinih trupa. 